# Rio do Cacunduva
Rio do Cacunduva är ett vattendrag i Brasilien.   Det ligger i delstaten São Paulo, i den sydöstra delen av landet, 1 000 km söder om huvudstaden Brasília.
I omgivningarna runt Rio do Cacunduva växer i huvudsak städsegrön lövskog. Runt Rio do Cacunduva är det glesbefolkat, med 14 invånare per kvadratkilometer.